# Helbra

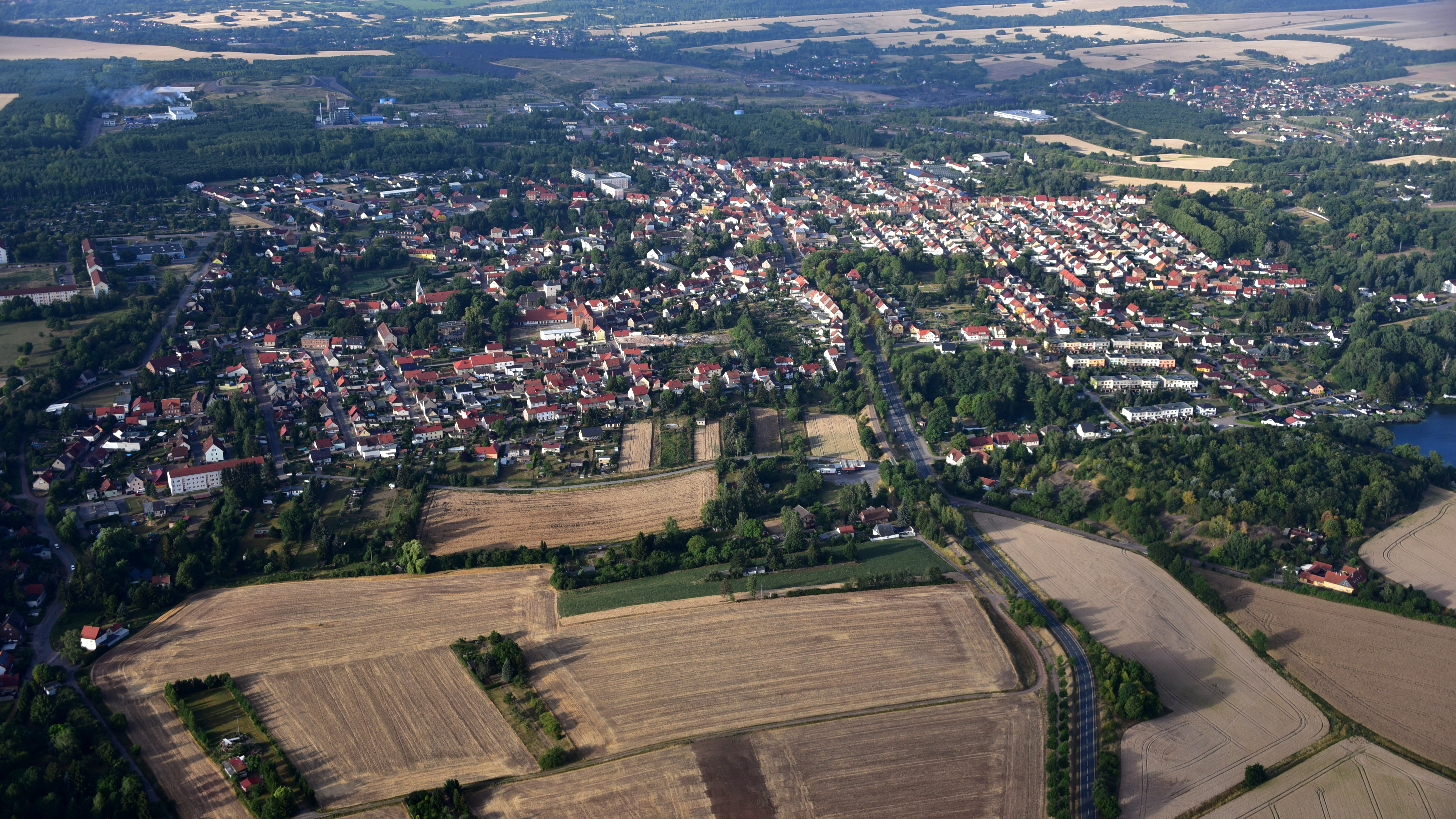
Helbra, Luftaufnahme (2018)

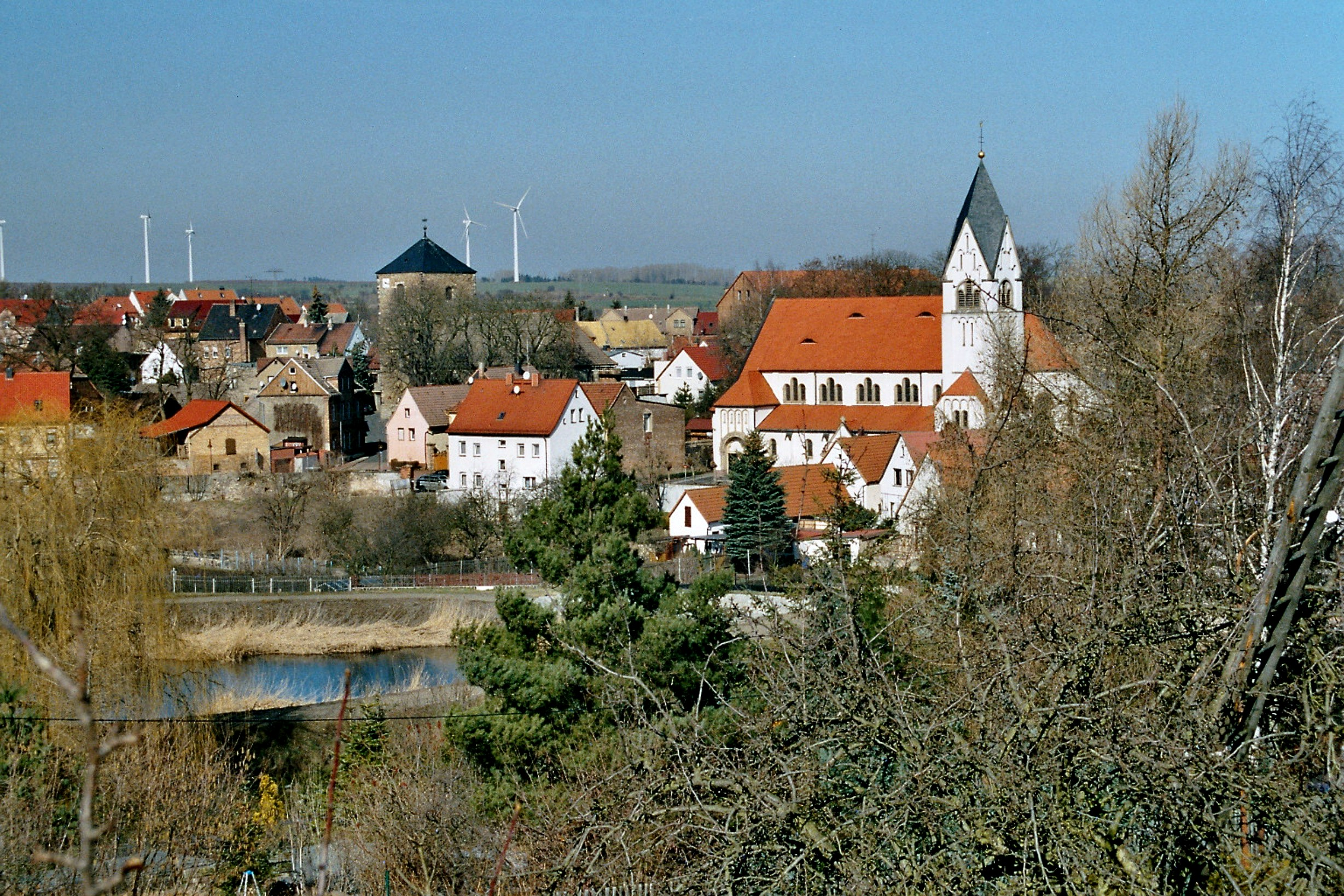
Ortsansicht Helbra

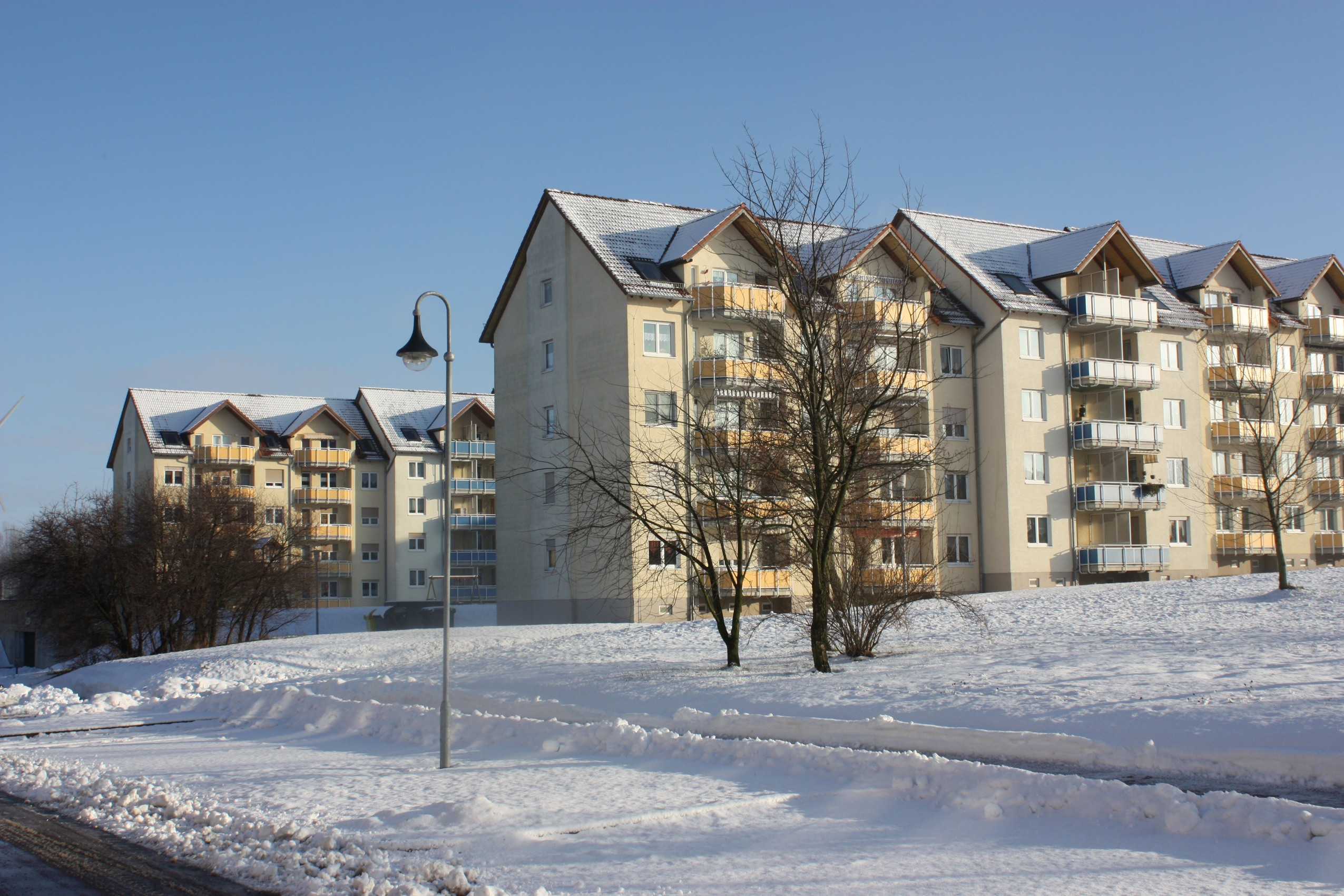
Siedlung Lehbreite

Helbra ist eine Gemeinde im Landkreis Mansfeld-Südharz in Sachsen-Anhalt. Die Gemeinde ist Verwaltungssitz der Verbandsgemeinde Mansfelder Grund-Helbra.

## Geografie

### Geografische Lage
Helbra liegt etwa sieben Kilometer nordwestlich von Lutherstadt Eisleben sowie etwa sechs Kilometer südöstlich von Mansfeld.

### Ausdehnung des Gemeindegebiets
Helbra ist mit seinen 9,26 km² eine relativ kleine Gemeinde, durch diese geringe Größe und die größere Ausdehnung der Ortschaft Helbra hat sie einen mittelhohen Verstädterungsgrad. Den weitaus größten Anteil an der Fläche der Gemeinde haben Äcker und Felder, gefolgt vom Anteil der Siedlungsfläche. Ein weiterer entsprechender Anteil wird von Waldfläche bedeckt. Die genauen Zahlen können in der Tabelle unten abgelesen werden. Der Anteil der Wasserfläche ist gering, da es außer ein paar Rinnsalen, die nicht mitgezählt wurden, nur ein kleines Gewässer gibt.
| Fläche nach Nutzungsart | Gesamtfläche in ha | Anteil an der Fläche der Gemeinde |
| ----------------------- | ------------------ | --------------------------------- |
| Siedlungsfläche         | 316,9              | 34,5 %                            |
| Wald und Wiesenfläche   | 106,3              | 11,6 %                            |
| Äcker und Felder        | 502,8              | 52,6 %                            |
| Wasserfläche            | 6,3                | 0,7 %                             |

Quelle: geoportal.de, die Informationen sind frei nachmessbar.

### Nachbargemeinden
Nachbargemeinden sind Klostermansfeld und Benndorf im Norden, die Lutherstadt Eisleben im Osten, Hergisdorf im Süden und Ahlsdorf im Westen.

## Geschichte
1155 wurde die Gemeinde erstmals urkundlich erwähnt.
Volksetymologisch wird die Namensgebung mit der Lage zwischen Mansfeld und Eisleben erklärt. An der Stelle hatte man die halbe Strecke geschafft und auch den Anstieg von Eisleben durch die Diebeskammer. Man war seinem Ziel also halb ran, in Mansfelder Mundart „helb ra“. So entstand der Ortsname, der Ort selbst heißt heute in Mansfelder Mundart „Hälwer“.
Helbras Geschichte der letzten 150 Jahre war sehr von Industrialisierung geprägt (Hüttenwerk, Kupferschieferbergbau, Bergwerksbahn). Davon ist heute kaum noch etwas zu sehen; nur Kenner der Geschichte können die Spuren erklären. Die regionale Fachliteratur zu diesem Thema ist aufschlussreich.

Nach Beendigung und Verlagerung in Richtung Sangerhausen ist die Industrie stark rückläufig. Der größte Betrieb war die August-Bebel-Hütte, die größte und letzte Kupferrohhütte der DDR (vermutlich auch Deutschlands). Hier wurde das Erz der Mansfelder Schächte, das meist gerade 1,5 % Kupfer enthielt, in Kupferrohstein (ca. 60 % Kupfer) verarbeitet. Dieser wurde dann in Hettstedt (ehemalig Kupfer-Silber-Hütte) zu reinstem Kupfer weiterverarbeitet. Mit der Wende 1990 wurde die Hütte geschlossen. Ein Wahrzeichen von Helbra, der Lange Heinrich (der 120 m hohe Schornstein), wurde auch gesprengt.
Zwischen Eisleben und Hettstedt verlief bis 1922 eine Straßenbahnlinie, die sogenannte Gewerkschaftsbahn. Die flache Verbindung über die Grunddörfer erlaubte diese Strecke. Aus Gründen hoher Instandhaltungskosten wurde diese Verbindung 1922 eingestellt. Heute erinnern nur noch die Bahndämme zwischen Ziegelrode und Helbra sowie zwischen Helbra und Klostermansfeld (Sommerweg) an diese Straßenbahntrasse. Die einzige erhaltene Brücke ist im Bereich des Neptun-Bades in Helbra (Durchfahrt zur Tankstelle) erhalten.

## Politik

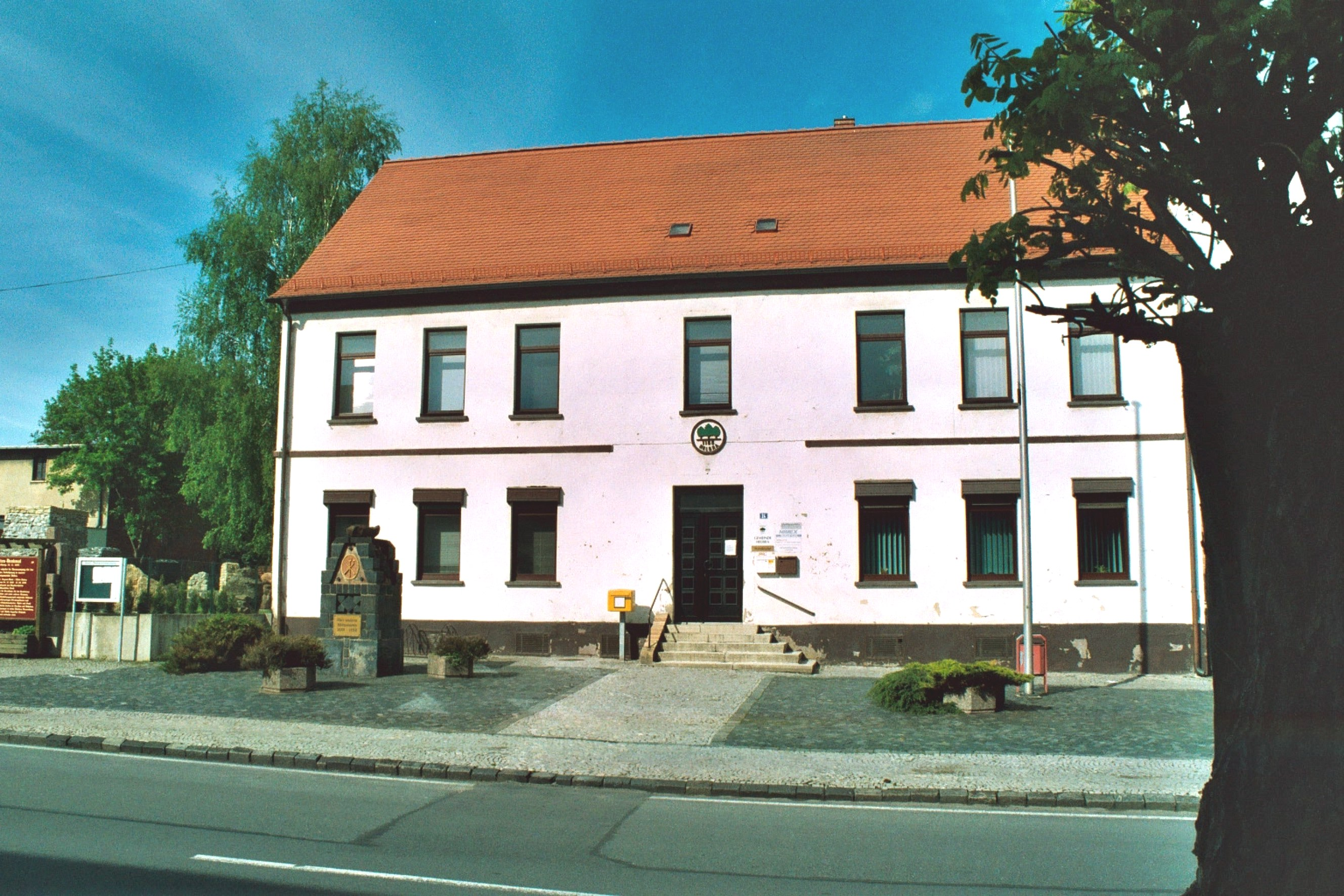
Ehemaliges Gemeindeamt

### Gemeinderat
Der Gemeinderat besteht nach der Kommunalwahl vom 26. Mai 2019 vom aus 16 Personen. Diese Wahlen führten bei einer Wahlbeteiligung von 53,4 % zu folgendem Ergebnis:
| Partei / Liste | Stimmenanteil | Sitze |
| CDU            | 17,2 %        | 3     |
| Die Linke      | 15,4 %        | 2     |
| SPD            | 10,9 %        | 2     |
| AfD            | 24,4 %        | 4     |
| FWH            | 25,5 %        | 4     |
| Einzelbewerber | 5,4 %         | 1     |

### Bürgermeister
Der ehrenamtliche Bürgermeister Alfred Böttge wurde zum ersten Mal am 26. Juni 1994 gewählt, er wurde 2001, 2008 und 2015 im Amt bestätigt.

### Wappen
Das Wappen wurde am 22. Juli 1993 durch das Regierungspräsidium Halle genehmigt.
| Wappen von Helbra | Blasonierung: „In Silber, auf schwarzem Boden, drei grüne Linden mit schwarzem Stamm, wobei die mittlere Linde die seitlichen teilweise bedeckt.“ |
| Wappen von Helbra | |

### Flagge
Die Flagge der Gemeinde Helbra zeigt die Farben Grün - Silber (Weiß).

### Städtepartnerschaften
Eine Partnerschaft besteht seit 1990 mit der Gemeinde Finnentrop aus Nordrhein-Westfalen.

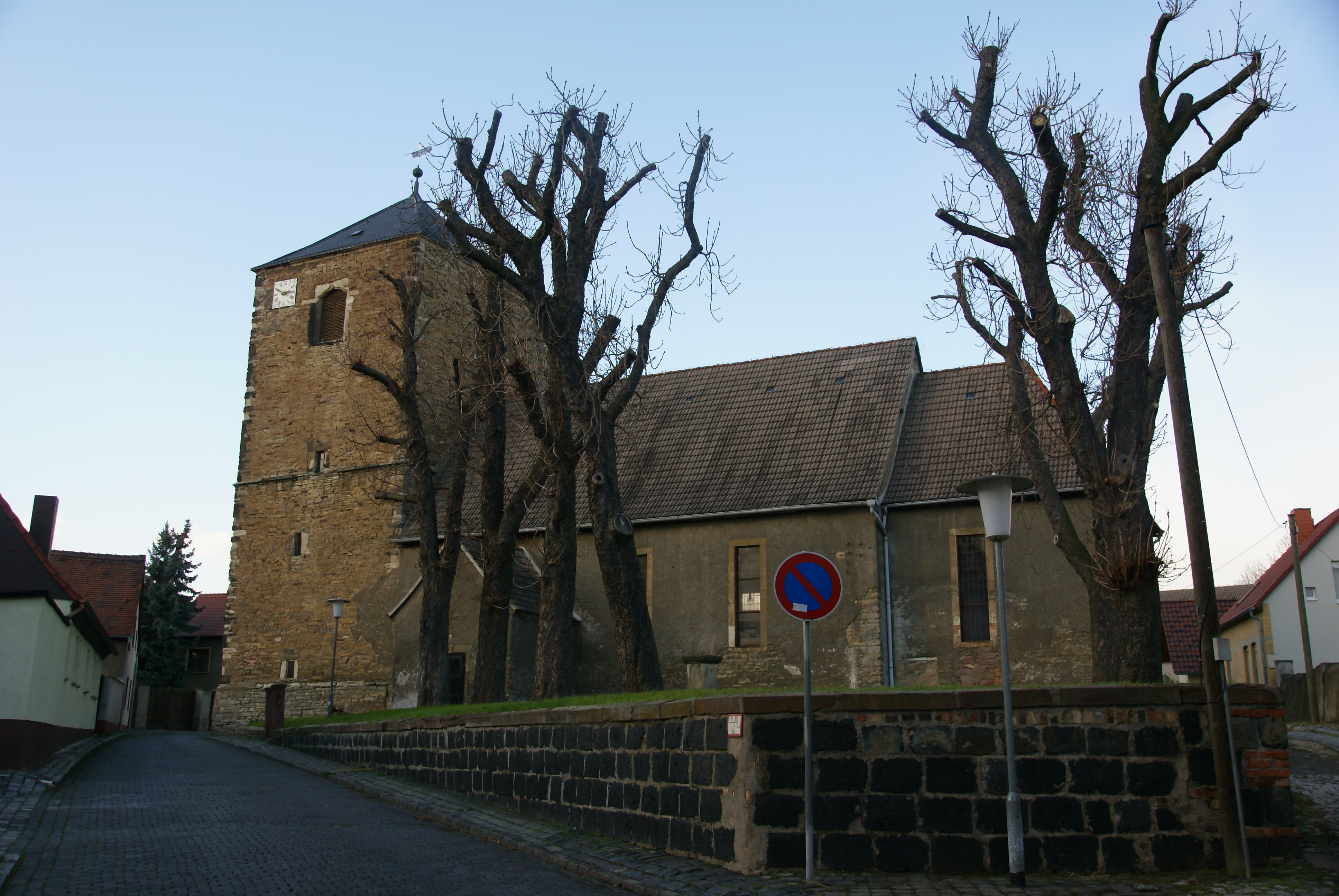
Evangelisch-lutherische Kirche St. Stephanus

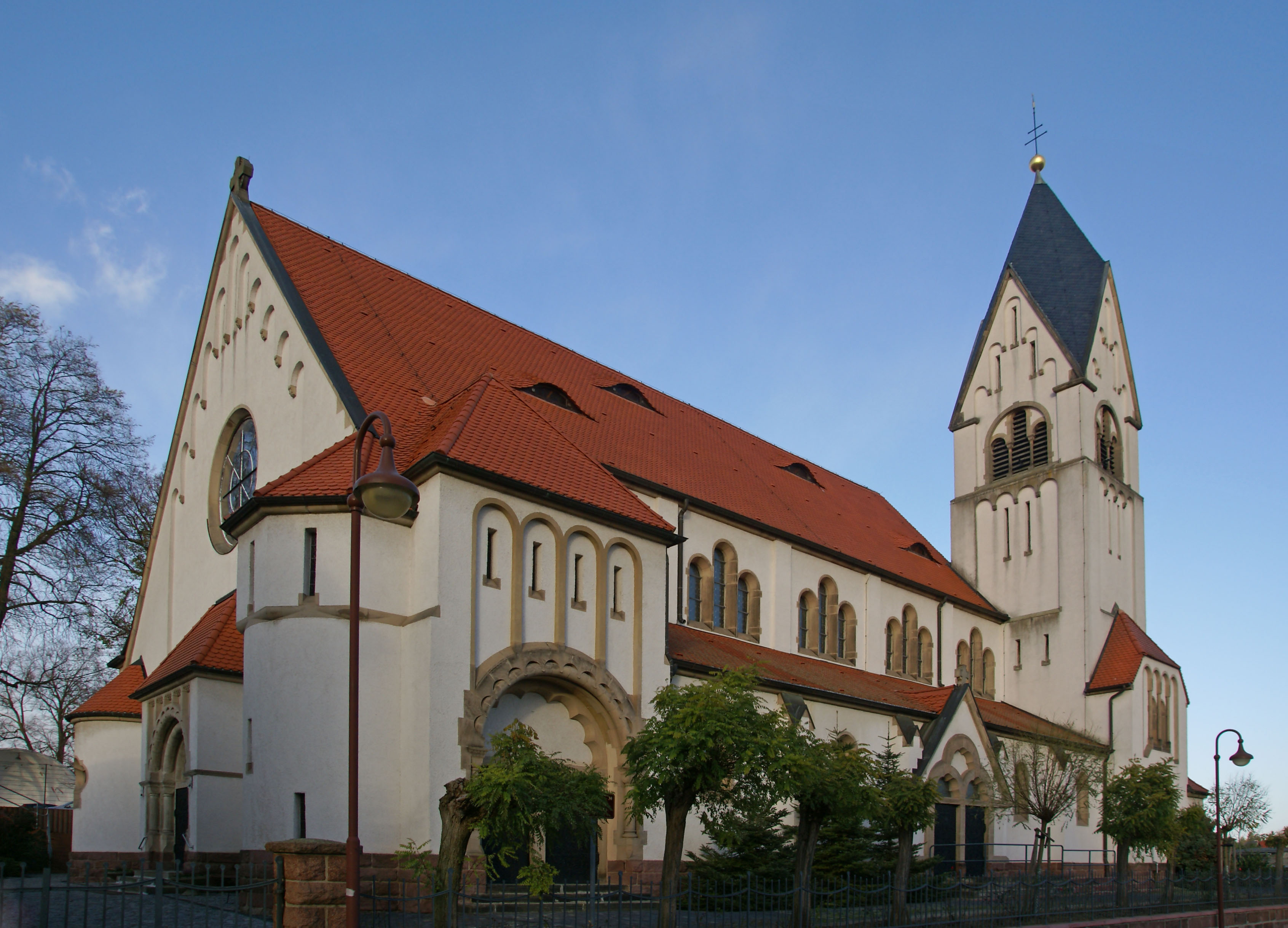
Römisch-katholische Kirche St. Barbara

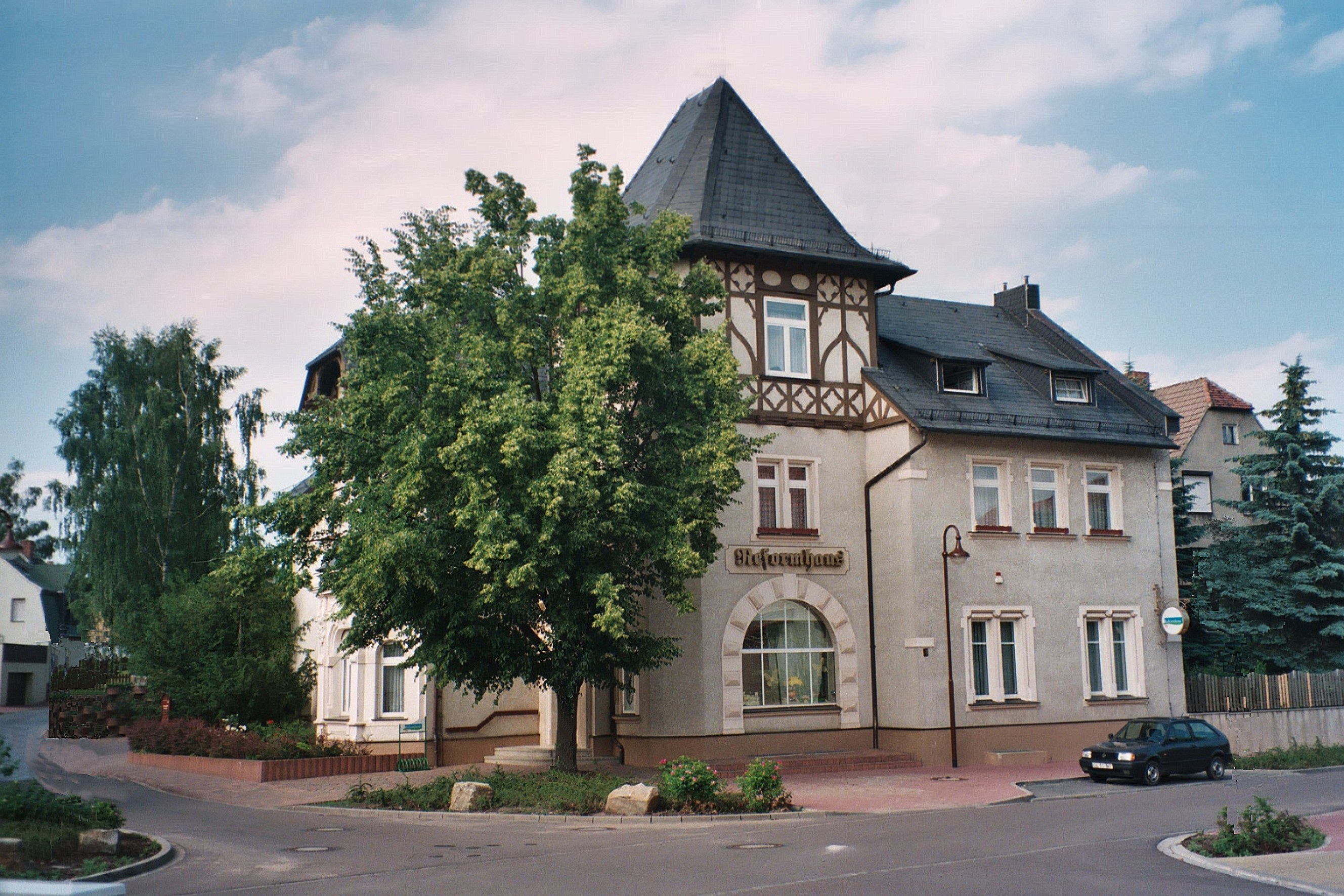
Jugendstilvilla

## Kultur und Sehenswürdigkeiten

### Museen
- Heimat- und Bergbaulehrpfad, mit einem Malakowturm und dem noch intakten Schmidschacht.

### Bauwerke
- Die evangelische St.-Stephanus-Kirche mit einem 1000 Jahre alten Turm und einer bemerkenswerten inneren Eingangstür: diese ist nicht mit der Säge zugeschnitten, sondern gebeilt.
- Evangelisches Pfarrhaus
- Reste von Bergwerksanlagen, wie der Schmid-Schacht
- Die katholische St.-Barbara-Kirche
- Bad Anna und Neptunbad

### Regelmäßige Veranstaltungen
Alle 2 Jahre am letzten Juniwochenende findet das Blasmusikfest des Mansfelder Landes statt.
In den Jahren dazwischen wird das Sommerfest auf Bad Anna gefeiert.

## Wirtschaft und Infrastruktur

### Verkehr
- Zur Bundesstraße 180, die Eisleben und Hettstedt verbindet, sind es in östlicher Richtung 4 km.
- Helbra liegt an der Bahnstrecke Berlin–Blankenheim. Von hier aus fuhren bis Mitte 2012 Züge über die Wipperliese nach Wippra; seit Mitte 2012 fahren die Züge allerdings nur noch zwischen Klostermansfeld und Wippra. In Helbra halten somit keine Personenzüge mehr.
- In Helbra ist die Kreuzung des wichtigen historischen Handelsweges zwischen Eisleben über die Diebeskammer (steiler und kurvenreicher Anstieg) über Klostermansfeld nach Hettstedt und der Verbindung zwischen Volkstedt über die Grunddörfer über Wimmelburg nach Eisleben.
- Helbra lag an der Mansfelder Bergwerksbahn, die Strecke von der Station Bocksthal ist nur noch teilweise erhalten, obwohl größtenteils die Streckenführung noch erkennbar ist. Am Ortseingang wurde ein Supermarkt direkt auf die Strecke gebaut - was eine mögliche Führung der Museumsbahn zum Schmid-Schacht verhindert.

## Persönlichkeiten

### Söhne und Töchter der Gemeinde
- Wilhelm Spielberg (1826–1890), Reichstags- und Landtagsabgeordneter
- August Hermann Spielberg (1827–1886), Architekt
- Robert Eimler (1891–1960), Generalmajor
- Heinz Schwitzke (1908–1991), Autor und Redakteur
- Paul Steinbrück (1911–1994), Mediziner
- Gustav-Adolf Lübchen (1930–2008), Jurist und zuletzt Justizoberrat im Ministerium der Justiz der DDR
- Fritz Schenk (1930–2006), Publizist und Journalist
- Rolf Dach (* 1934), Jugendfunktionär (FDJ) und DDR-Diplomat
- Dieter Montag (* 1949), Schauspieler
- Norbert Bischoff (* 1950), 1994–2016 MdL Sachsen-Anhalt (SPD), 2011–2016 Minister für Arbeit und Soziales